# Voyelle
« Voyelles » redirige ici. Pour le poème de Rimbaud, voir Voyelles (sonnet).
Ne doit pas être confondu avec Noyelle.

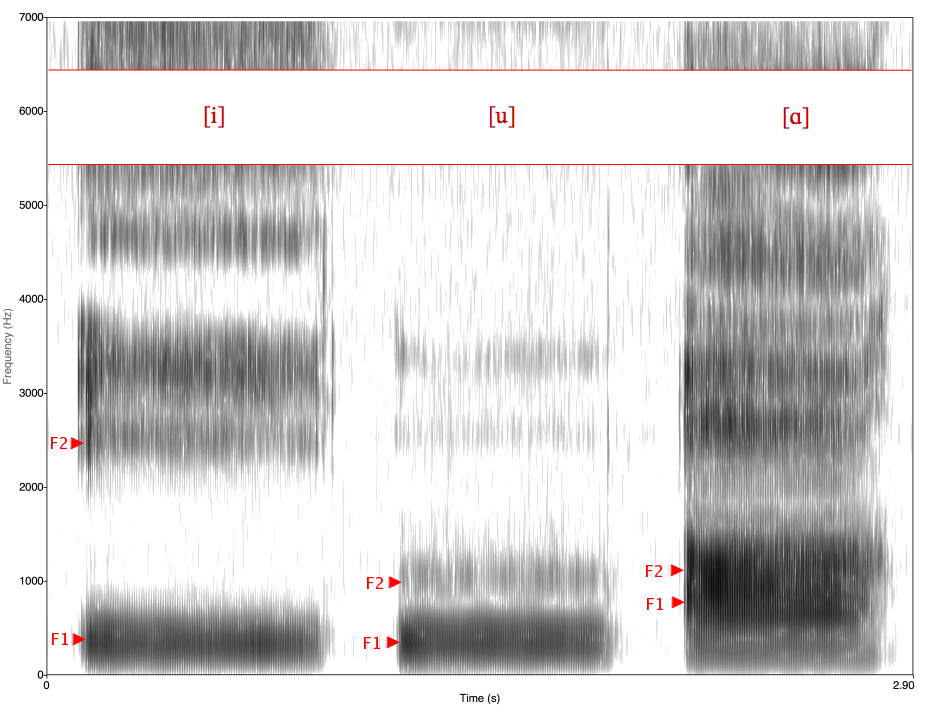
Sonagramme des voyelles [i], [u] (ou) et [ɑ] (â).

En phonétique, on appelle voyelle un son du langage humain dont le mode de production est caractérisé par le libre passage de l'air dans les cavités situées au-dessus de la glotte, à savoir la cavité buccale et/ou les fosses nasales. Ces cavités servent de filtres dont la forme et la contribution relative à l'écoulement de l'air influent sur la qualité du son obtenu. L'essentiel des voyelles utilisées dans les langues sont « sonores », c'est-à-dire qu'elles sont prononcées avec une vibration des cordes vocales, le chuchotement utilise – par définition – des voyelles sourdes.
Les voyelles sont opposées aux consonnes, car ces dernières se caractérisent par une obstruction au passage de l'air. D'un point de vue perceptif, les voyelles se manifestent par des sons « clairs » tandis que les consonnes se caractérisent par des bruits tels qu'un chuintement, un sifflement, un roulement, un claquement, etc. Par ailleurs, la voyelle sert généralement de sommet à la syllabe tandis que les consonnes ne jouent généralement pas ce rôle. On notera cependant que certaines consonnes ne produisent pas de bruit caractéristiques d'une consonne et présentent une faible obstruction au passage de l'air : ce sont les spirantes  centrales, appelées semi-voyelles (par exemple : [w] dans oui qui se rapproche de [y] dans hue). Certaines consonnes liquides telles que le [r] roulé ou le [l] peuvent servir de sommet d'une syllabe ; elles sont dites alors vocalisées.
L'alphabet du français compte six voyelles graphiques, à savoir : A, E, I, O, U et Y. Le système vocalique du français standard compte seize voyelles phonétiques : i, y, u, e, ø, o, ə, ɛ, ɛ̃, œ, œ̃, ɔ, ɔ̃, a, ɑ, ɑ̃,.

## Étymologie
Le substantif féminin, voyelle est une réfection, d'après le genre de consonne, de l'ancien français voieul (« voyelle »), substantif masculin issu, sous l'influence du pluriel voieus, d'un *voiel (« vocal »), lui-même issu du latin vocalis,, adjectif dérivé de vox (« voix »), signifiant « qui fait entendre un son »,, et, substantivé « voyelle ».

## Phonétique
En phonétique, les voyelles sont étudiées d'un point de vue articulatoire, acoustique et (ou) auditif.

### Approche articulatoire
Les voyelles peuvent être définies par la façon dont elles sont produites articulatoirement. La classification des voyelles des langues naturelles dans l'Alphabet Phonétique International s'appuie sur une description articulatoire.
Une voyelle est produite par l'action coordonnée des cordes vocales et de différents articulateurs qui se situent entre le larynx et les lèvres : la langue, le voile du palais, les dents, les lèvres.

#### Plis vocaux
Le son caractéristique des voyelles est généré par la vibration des plis vocaux (anciennement appelés « cordes vocales »). Pour vibrer, ceux-ci doivent être assez proches l'un de l'autre pour que la pression de l'air sous le larynx augmente. Les plis vocaux s'écartent l'un de l'autre sous l'effet de la pression subglottale, la partie inférieure de chaque pli entraînant la partie supérieure. Dans certaines conditions, l'oscillation des plis vocaux va se maintenir.

Les cordes vocales en mouvement.

Trois types majeurs de phonation sont attestés dans la production des voyelles. Il s'agit de la voix modale, la voix craquée et la voix soufflée. Le type de phonation est en grande partie déterminé par la proportion du cycle glottal pendant laquelle les plis vocaux sont ouverts. En voix modale, les plis vocaux sont ouverts pendant la moitié du cycle glottal et fermés pendant l'autre moitié. En voix craquée, les plis vocaux sont plus rapprochées et l'air se fraye plus difficilement un chemin. Il en résulte une phase de fermeture des plis vocaux plus longue, et une phase d'ouverture plus courte d'autant. En voix soufflée, les plis vocaux vibrent mais avec peu de contact, et par conséquent la glotte est ouverte pendant une portion relativement longue de chaque cycle glottal. Ces différents degrés d'ouverture se situent sur un continuum de types de phonation, qui va de la voix dévoisée (en anglais, voiceless), où l'ouverture est maximale, à la fermeture glottale (en anglais, glottal closure).
Dans l'Alphabet phonétique international, un a prononcé en voix modale est noté [ɑ], un a prononcé en voix soufflée  [ɑ̤], un a prononcé en voix craquée [ɑ̰], un a dévoisé [ɑ̥].

#### Autres articulateurs

Le timbre des voyelles dépend : 1o du nombre ; 2o de la forme ; 3o du volume des filtres traversés par l'air expiré.
1. Nombre des filtres.
  - Lorsqu'une partie de l'air passe par les fosses nasales, les voyelles sont dites nasales :
    - français : en, un, on, hein ;
    - portugais : graphèmes Ã, õ.

  - Lorsque les lèvres sont projetées vers l'avant, il se crée un espace entre celles-ci et les dents; cette cavité labiale constitue un troisième filtre qui modifie le son ; les voyelles produites ainsi sont dites arrondies :
    - français : ou, euh, oh, ouais ;
    - allemand : graphèmes ö, ü.
2. Forme des filtres. Elle dépend essentiellement de la profondeur du point d'articulation.
  - Lorsque la partie avant de la langue se rapproche de l'avant du palais, les voyelles sont dites antérieures
    - français : eh, aïe, ouais, ah.

  - Lorsque l'arrière de la langue se rapproche de l'arrière du palais, les voyelles sont dites postérieures
    - français : oh, ou.

  - Lorsque la partie centrale de la langue se rapproche du palais, les voyelles sont dites centrales
    - allemand : e atone, par exemple dans Dürre ;
    - portugais : i atone, par exemple dans noite.
3. Volume des filtres. Il dépend essentiellement du degré d'ouverture de la bouche. On distingue généralement 4 degrés d'ouverture, bien qu'un continuum entre l'ouverture minimale et l'ouverture maximale soit attesté.
  - degré 1 : voyelles fermées (ex. : i) ;
  - degré 2 : voyelles mi-fermées (ex. : é) ;
  - degré 3 : voyelles mi-ouvertes (ex. : è) ;
  - degré 4 : voyelles ouvertes (ex. : a).

Le tableau à droite représente les voyelles les plus courantes (transcrites dans l'alphabet phonétique international) classées selon les trois caractéristiques susdites selon un schéma appelé triangle vocalique.

### Approche acoustique
L'acoustique étudie les émissions vocales et pratique l'analyse spectrale des enregistrements, en utilisant, souvent un sonagraphe pour identifier les formants.

### Approche auditive
Les études psychoacoustiques ont abordé la question de l'identification des voyelles, tentant de cerner, avec des stimulus synthétiques, les relations entre la répartition des partiels et l'identification de la voyelle.

## Phonologie
La phonologie différencie les sons dans la mesure où cette différence porte un sens dans la langue.
Certaines langues, comme le grec ancien, le japonais ou l'anglais distinguent les voyelles longues et brèves. Cette distinction influe sur la prosodie et le rythme en poésie.
Les voyelles portent l'accent tonique. En français, celui-ci est fixé sur la dernière voyelle sonore ; l'écriture des langues où il est irrégulier peut noter l'accent par un signe diacritique.

### Voyelles sonores et sourdes
Certaines langues comme le cheyenne et le japonais emploient des voyelles sourdes, sans vibration des cordes vocales, comme dans le chuchotement.
Par nécessité, les tons d'une langue à tons portent sur des voyelles sonores.